# Háshágyi Dénes

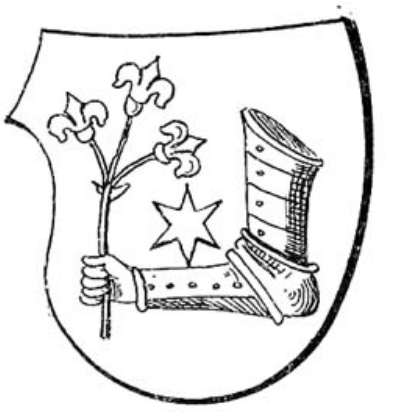
A Háshágyi család címere

Háshágyi Háshágyi Dénes (fl. 1483–1536), nagykanizsai várnagy, Zala vármegye országgyűlési követe, földbirtokos.

## Élete
Az ősrégi már kihalt Zala vármegyei nemesi Háshágyi család sarja, amely Zalaháshágyról származott. Apja Háshágyi Mihály (fl. 1440–1482), Zala vármegye alispánja 1464 és 1465 között, királyi ember, földbirtokos. Az apai nagyapja Háshágyi Dénes (fl. 1438–1447), Zala vármegye alispánja 1438 és 1439 között, földbirtokos volt. Fivére Háshágyi Imre (fl. 1495–1507), szlavóniai ítélőmester, földbirtokos. Elsőfokú unokatestvére háshágyi Háshágyi Katalin (fl. 1476), akinek a férje hídvégi Polányi Osvát (fl. 1458-1518), szlavón vice-bán, Vas vármegye alispánja, földbirtokos volt.
Háshágyi Dénes familiárisi szolgálattal gyarapította tovább a család tekintélyét és vagyonát a főúri Kanizsai család oldalán; neve 1483-tól bukkant fel az oklevelekben. 1499-ben a szentbalázsi Zele családdal állt perben testvéreivel együtt. Szintén testvéreivel együtt egyezkedett 1507-ben az ákosházi Sárkány családdal Alsóhahót és Buzádszigete birtokok ügyében. Mindkét családdal rokonságban álltak a Háshágyiak, és mint már fentebb többször láttuk, szinte folyamatosan pereskedtek egymással. Például 1509-ben leánynegyed kiadására szólította fel Jagelló II. Ulászló magyar király oklevele Dénest és Zele Antalt. 1516-ban Háshágyi Dénes Zala vármegye adószedőjeként szolgált. Nem ismert, hogy Háshágyi Dénes mikor állt a Kanizsaiak familiáris szolgálatába, de a főúri család fennmaradt számadáskönyvében 1520 és 1523 között már rendszeresen szerepelnek a neki küldött pénzek. Urának, Kanizsai Lászlónak tett szolgálatai jutalmául 1523-ban Kehida teljes birtokát nyerte tőle adományul Dénes; a Háshágyi család egyik lakóhelye és birtokközpontja Söjtör volt, amelyet már 1499-ben bírták. 1525-ből ismert egy lapnyi számadása jövedelmei ügyében urával, Kanizsai Lászlóval, ekkor már biztosan Kanizsa várnagya (castellanus) volt. 1527-ben Háshágyi Dénes Zala vármegye országgyűlési követe volt.

## Házassága és leszármazottjai

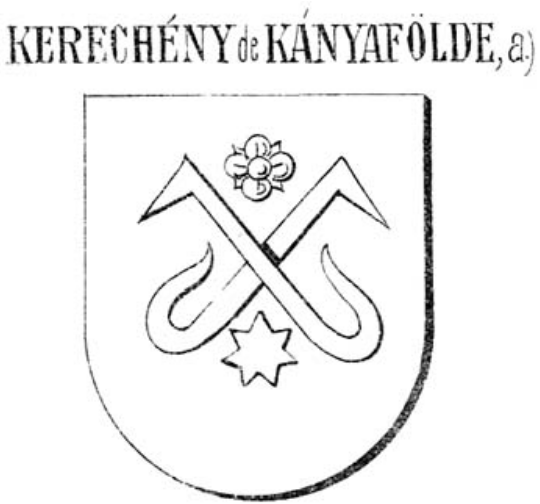
A kányaföldi Kerecheny család címere

Feleségül vette az ősi zalai nemesi kányaföldi Kerecheny családnak a sarját, kányaföldi Kerecheny Katalin (fl. 1538–1547) kisasszonyt, akinek a szülei kányaföldi Kerecheny György (fl. 1491–1510), Zala vármegye követe, esztergomi érseki kincstárnok, földbirtokos és laki Kaczor Zsuzsanna (fl. 1519–1536) voltak. Az apai nagyapja kányaföldi Kerecheny László (fl. 1448–1464), az alsólendvai vár várnagya, földbirtokos. Az anyai nagyszülei laki Kaczor György (fl. 1436–1496), zalai alispán, kapuvári várnagy, földbirtokos és szenterzsébeti Terjék Erzsébet (fl. 1453) voltak. Háshágyi Dénesné Kerecheny Katalinnak a fivére kányaföldi Kerecheny Pál (fl. 1522–1536), szlavóniai vice-bán, körösi főispán, földbirtokos; a menyasszonynak az unokaöccse Pál fia, báró kányaföldi Kerecheny László (fl. 1559–1566), Somogy, majd Békés vármegye főispánja, Szigetvár és Gyula várának kapitánya. Háshágyi Dénes és Kerecheny Katalin frigyéből született:
- Háshágyi Imre (fl. 1536–1577), Zala vármegye alispánja, földbirtokos. Hitvese: osztopáni Perneszy Klára (fl. 1565–1579)
- Háshágyi Ferenc (fl. 1536–1549), földbirtokos. Neje: Tahy Zsuzsanna (fl. 1548–1560).
- Háshágyi Balázs (fl. 1536–1549)
- Háshágyi Anna (fl. 1563). Férje: Bakolcha Pál (fl. 1563), földbirtokos.
- Háshágyi Borbála (fl. 1561). 1.férje: a bajnai Both családnak a sarja, bajnai Both György (fl. 1508–†1552), zalai adószedő, hadvezér, földbirtokos. 2.férje: szenterzsébeti Terjék Pál (fl. 1561).